# Toràcics

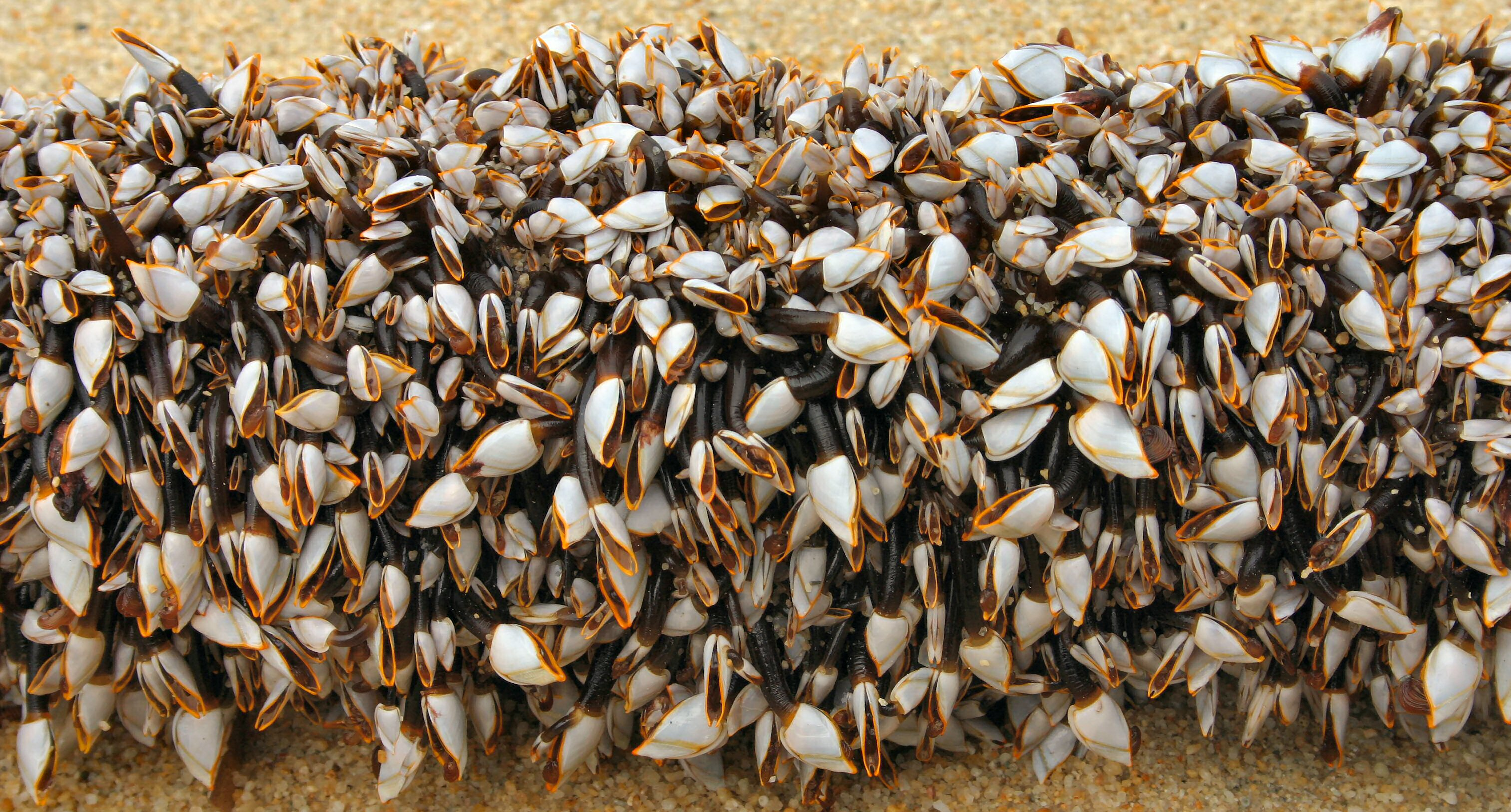
Lepas anserifera

Els toràcics (Thoracica) són un superordre de crustacis cirrípedes que comprenen els percebes i les glans de mar.

## Classificació
Els toràcics, seguint la proposta de Martin i Davis, se subdivideixen en dos ordres: els pedunculats i els sessilis.
- Ordre Pedunculata o peus de cabra - (Lamarck, 1818)
  - Subordre Heteralepadomorpha
    - Família Anelasmatidae
    - Família Heteralepadidae
    - Família Koleolepadidae
    - Família Malacolepadidae
    - Família Microlepadidae
    - Família Rhizolepadidae

  - Subordre Iblomorpha
    - Família Iblidae

  - Subordre Lepadomorpha
    - Família Lepadidae
    - Família Oxynaspididae
    - Família Poecilasmatidae

  - Subordre Scalpellomorpha
    - Família Calanticidae
    - Família Lithotryidae
    - Família Pollicipedidae
    - Família Scalpellidae
- Ordre Sessilia o bàlans - (Lamarck, 1818)
  - Subordre Balanomorpha
    - Superfamília Balanoidea
      - Família Archaeobalanidae
      - Família Balanidae
      - Família Pyrgomatidae

    - Superfamília Chionelasmatoidea
      - Família Chionelasmatidae

    - Superfamília Chthamaloidea
      - Família Catophragmidae
      - Família Chthamalidae

    - Superfamília Coronuloidea
      - Família Chelonibiidae
      - Família Coronulidae
      - Família Platylepadidae

    - Superfamília Pachylasmatoidea
      - Família Pachylasmatidae

    - Superfamília Tetraclitoidea
      - Família Bathylasmatidae
      - Família Tetraclitidae

  - Subordre Brachylepadomorpha
    - Família Neobrachylepadidae

  - Subordre Verrucomorpha
    - Família Neoverrucidae
    - Família Verrucidae